# Queen of the Murder Scene

Queen Of The Murder Scene je druhé studiové album skupiny The Warning. Album vyšlo 25. listopadu 2018. Je to konceptuální album vyprávějící příběh vývoje psychicky narušené mladé ženy od touhy přes posedlost až k vraždě a šílenství. V jednotlivých skladbách je nastíněn konflikt mezi psychopatickou částí mysli této mladé ženy a její dobrou stránkou, která má po celou dobu výčitky svědomí, až do momentu zlomu. Několik týdnů po vydání zaznamenalo album skvělá umístění v hitparádách rockové hudby iTunes a Amazon, navzdory tomu, že The Warning byla v té době ještě nezávislá kapela.

## Seznam skladeb
| Pořadí | Název                               | Délka |
| ------ | ----------------------------------- | ----- |
| 1.     | Dust To Dust                        | 3:43  |
| 2.     | Crimson Queen                       | 4:10  |
| 3.     | Ugh                                 | 4:18  |
| 4.     | The One                             | 4:18  |
| 5.     | Stalker                             | 4:27  |
| 6.     | Red Hands Never Fade                | 3:27  |
| 7.     | The Sacrifice                       | 4:16  |
| 8.     | Sinister Smiles                     | 4:15  |
| 9.     | Dull Knives (Cut Better)            | 3:07  |
| 10.    | Queen Of The Murder Scene           | 3:54  |
| 11.    | P.S.Y.C.H.O.T.I.C.                  | 3:39  |
| 12.    | Hunter                              | 3:44  |
| 13.    | The End (Stars Always Seem To Fade) | 3:53  |

## Sestava

#### The Warning
- Daniela „Dany“ Villarreal – kytary, zpěv, piano
- Paulina „Pau“ Villarreal – bicí, zpěv, piano
- Alejandra „Ale“ Villarreal – baskytara, doprovodné vokály, piano

#### Produkční tým
- Aranžmá – Daniela Villarreal (skladby: 2), Jake Carmona (skladby: 2, 5), The Warning (skladby: 1, 3 až 13)
- Aranžmá [dodatečná hudební aranžmá] – Jake Carmona (skladby: 1, 3, 4, 6 až 13), Osvaldo Di Dio (2) (skladby: 6, 9, 11, 13), Sacha Triujeque (skladby: 11, 13)
- Umělecká režie, design – Gabby Menchaca, Rudy Joffroy, The Warning
- Výtvarník [vnitřní přebal] – Gretel Joffroy
- Koprodukce – Sacha Triujeque (skladby: 1, 3, 6, 7, 10, 11, 13)
- Obal, malba [obraz večeře] – Enrique Palacios (2)
- Výkonný producent – Luis Villarreal, Rudy Joffroy
- Právní služby – Eric Harbert
- Texty – Alejandra Villarreal (skladby: 1, 3 až 7, 10), Daniela Villarreal (skladby: 1 až 7, 10), Paulina Villarreal (skladby: 1, 3 až 7, 9 až 11, 13), The Warning (skladby: 8, 12)
- Management [umělecký management] – Creative Dreams, Gabby Menchaca, Rudy Joffroy
- Mastering – Howie Weinberg
- Hudba – Alejandra Villarreal (skladby: 1, 3 až 7, 9 až 11, 13), Daniela Villarreal (skladby: 1 až 7, 9 až 11, 13), Jake Carmona (skladba: 2), Paulina Villarreal (skladby: 1, 3 až 7, 9 až 11, 13), The Warning (skladby: 8, 12)
- Producent – Alejandra Villarreal (skladby: 1, 3 až 13), Daniela Villarreal, Jake Carmona, Paulina Villarreal (skladby: 1, 3 až 13)
- Záznam [asistent záznamu] – Angel Sananda (skladby: 1, 3 to 13), Raul Navarro (2) (skladby: 1, 3 až 13)
- Záznam, redakce, sestavení – Jake Carmona (skladby: 2), Sacha Triujeque (skladby: 1, 3 až 13)
- Supervize [dohled nad sestavením] – The Warning
- Doprovodné vokály – Jake Carmona (skladba: 6), Rudy Joffroy (skladba: 1)

| Rok  | Ocenění                  | Kategorie        | Jmenovaný titul           | Výsledek | Ref.  |
| ---- | ------------------------ | ---------------- | ------------------------- | -------- | ----- |
| 2019 | Independent Music Awards | Rock / Hard rock | Queen of the Murder Scene | nominace | [ 3 ] |